# Disturbios de Sujumi de 1989
Los disturbios de Sujumi fueron una revuelta ocurrida en julio de 1989 en Abjasia (RSS de Georgia), en tiempos de la URSS, que disparó las tensiones interétnicas entre la comunidad ajbaza y georgiana, que desembocó en luchas callejeras y desorden civil en Sujumi y a lo largo y ancho de Abjasia.
Los disturbios empezaron con las protestas abjasias por la apertura de una sección de la Universidad Estatal de Tiflis en Sujumi, que terminó con el saqueo el 16 de julio de 1989 de la escuela georgiana que estaba destinada a albergar la Universidad. La posterior violencia degeneró rápidamente en enfrentamientos étnicos a gran escala. El ejército soviético temporalmente mantuvo la situación bajo control, aunque los disturbios causaron 18 muertos y 448 heridos, la mayoría georgianos, y fue el inicio del conflicto abjasio-georgiano.

## Antecedentes
La situación estuvo condicionada por el extermismo nacionalista georgiano que quería derogar la autonomía abjasa, el chauvinismo de los dirigentes georgianos, siendo el más destacado Zviad Gamsajurdia, y el alineamiento de las autoridades abjasas con la línea dura de Moscú.
La discordia étnica se exacerbó cuando el 18 de marzo de 1989 la élite abjasia vio que el movimiento independentista georgiano amenazaba sus privilegios políticos como "titular nacional" y el estatus de república autónoma, y firmó una petición a las autoridades centrales soviéticas en un gran mitin en Lijni, Abjasia, demandando el derecho de separarse de Georgia.
El movimiento originó protestas de la comunidad georgiana, que era el grupo mayoritario con diferencia (45,7%) de la población de Abjasia, y se oponían a cualquier solución que no fuese una completa integración en Georgia, organizando manifestaciones nacionalistas tanto en Abjasia como en la propia Georgia.

## Movimiento nacionalista georgiano
Las protestas nacionalistas georgianas llegaron a su clímax el 9 de abril de 1989 en Tiflis, la capital de Georgia, y fue una de las más grandes manifestaciones antisoviéticas y proindependentistas, llamada posteriormente Tragedia del 9 de abril, que fue disuelta por las tropas del Ministerio de Interior de la URSS de forma violenta, con 20 muertos, la mayoría mujeres jóvenes, y cientos de heridos.
En el pleno del Comité Central gerogiano al día siguiente, el primer secretario del Partido Comunista, Jumber Patiashvili, dimitió y fue reemplazado por el jefe del KGB en Georgia, Givi Gumbaridze.  La tragedia del 9 de abril derribó los últimos vestigios de credibilidad del régimen soviético en Georgia, y empujó a muchos georgianos a la oposición radical a la Unión Soviética. Mientras tanto, los abjasios permanecieron en su mayoría legales al régimen soviético, por un lado como antagonismo del movimiento georgiano, y por otro para obtener la simpatía de Moscú para su causa.

## Universidad Estatal de Sujumi
El tema de la universidad era muy importante en Abjasia. La Universidad Estatal de Abjasia fue fundada el 1978 como concesión a las demandas de los secesionistas abjasios, demandas originadas en su momento por la Manifestación de Tiflis de 1978 en defensa del idioma y cultura georgianas como exclusivas de toda Georgia.
La universidad de Sujumi tenía tres secciones, una en abjasio, otra en georgiano y otra en ruso. Sin embargo, los estudiantes georgianos, alentados por los nacionalistas, repetidamente protestaron contra la afrenta que representaba la enseñanza en otras lenguas que no fuesen el georgiano.
Poco después de la Tragedia del 9 de abril, los estudiantes georgianos de la Universidad Estatal de Abjasia se pusieron en huelga de hambre, exigiendo que la sección en idioma georgiano se convirtiese en una rama de la Universidad Estatal de Tiflis con uso exclusivo y excluyente del idioma georgiano. Las demandas estudiantiles eran parte de una gran campaña chauvinista georgiana para el impulso y retablecimiento de instituciones culturales georgianas en Abjasia como parte de Georgia, libres de cualquier influencia soviética.

## Primer paso para la supresión de la autonomía abjasa
En un principio, se dividió el equipo de fútbol de Sujumi y el teatro según criterios étnicos. El movimiento estudiantil se extendió y logró el apoyo de la población georgiana de Abjasia, y catedráticos étnicamente georgianos, con profesores de colegios e investigadores del Instituto Subtropical de Sujumi se unieron a la huelga. El tema de la universidad debía ser aprobado en Tiflis, pero las autoridades se resistieron a concederlo.
El 14 de mayo de 1989, el gobierno de Gumbaridze cedió a la presión nacionalista radical y ordenó el establecimiento de una rama de la Universidad Estatal de Tiflis en Sujumi, dejando únicamente los departamentos abjasios y rusos bajo la administración de la Universidad Estatal de Abjasia, en contradicción con las competencias autónomas abjasias.
Después de la orden, los abjasios respondieron inmediatamente con una serie de concurridas manifestaciones. Organizaron una sentada para protestar contra los preparativos georgianos para los exámenes de ingreso a la universidad. Previendo la posibilidad de violencia, los funcionarios locales iniciaron una campaña para recoger las armas de caza de la población. Al mismo tiempo, los activistas abjasios del recientemente establecida organización nacionalista Aydgylara (Foro Popular) emitieron una protesta a Moscú, afirmando que la crisis de las universidades estaba impulsada por extermistas georgianos, así como opositores antisoviéticos. 
Una comisión del Soviet Supremo de la URSS inició una investigación sobre la disputa de las universidades a principios de julio, y concluyó que el gobierno georgiano no tenía autoridad legal para establecer una nueva universidad, iniciando una cruda reacción en Georgia. A pesar de esta conclusión y de las protestas abjasias, los georgianos desafiantemente siguieron adelante con los exámenes de ingreso a la universidad, que fue emplazado para el 15 de julio.

## Disturbios

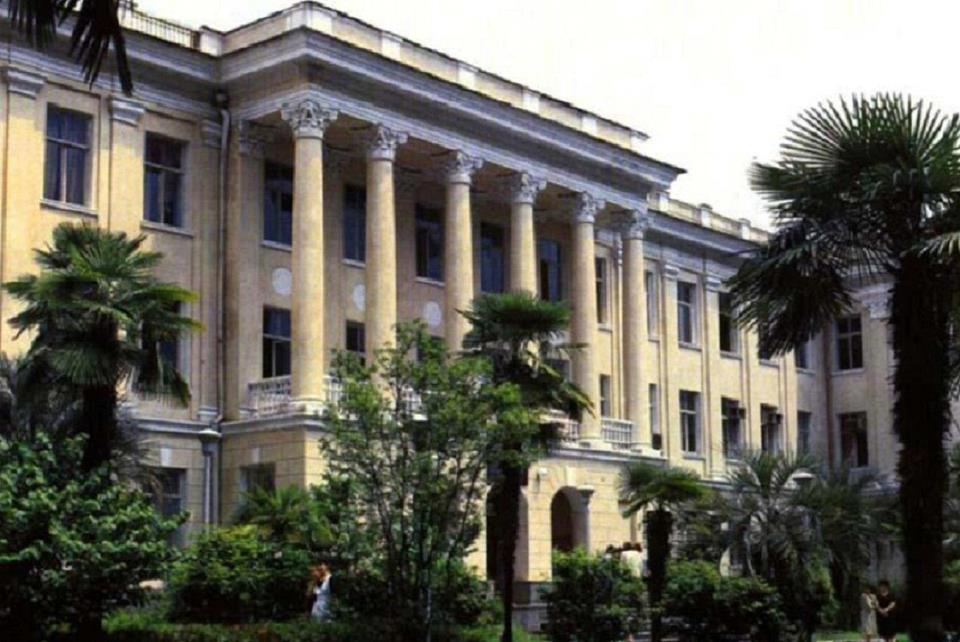
Universidad Estatal de Abjasia en Sujumi.

Pocos días antes de los exámenes, varios miles de abjasios organizaron una concurrida manifestación de protesta en Sujumi contra la división étnica y la violación de la autonomía, que fue tildada por los medios oficiales georgianos como "anti-georgiana". El 12 de julio de 1989, los activistas de Aydgylara condujeron a los manifestantes, incluidos grupos armados, en el ataque a los edificios del periódico georgiano local, forzando a su cierre. Después, el edificio de la escuela que iba a albergar a la universidad georgiana fue rodeado por la multitud. 
La prensa radical georgiana acusó que la Militsia (policía) ignoró las desesperadas llamadas de los empleados rodeados en el asediado edificio, y que habían reemplazado a principios del 15 de julio a los policías georgianos que protegían la universidad por funcionarios abjasios. 
El mismo día, pequeñas unidades del Ministerio del Interior de Georgia fueron enviadas desde Tiflis a Sujumi para teóricamente ayudar en la restauración del orden, pero fueron desarmadas por la militsia abjasia sin explicación alguna. Mientras tanto, los georgianos organizaron una contramanifestación para contrarrestar a la protesta abjasia.

### Saqueo de los locales de la nueva universidad
Mientras los informes no aclaran que grupo recurrió a la violencia, ambas partes se enzarzaron en una pelea, que rápidamente degeneró en una guerra abierta interétnica, y posteriormente en la guerra de Abjasia. Los georgianos informaron que un grupo de abjasios armados abrieron fuego contra la manifestación georgiana en el parque Rustaveli, mientras que los abjasios afirmaron que se enzarzaron en la pelea después que un fotógrafo abjasio fuese apaleado por los georgianos mientras intentaba entrar en el edificio de la universidad. De cualquier forma, el 16 de julio una multitud de cinco mil abjasios, saquearon la escuela.
Esto desencadenó una cadena de acontecimientos con bajas y destrucción en ambos lados enzarzados en una lucha armada durante varios días. Al atardecer, abjasios y georgianos iniciaron la movilización en toda Abjasia y Georgia occidental. En el Valle Kodori, los esvanos, un subgrupo étnico del noreste de Abjasia, y la ciudad abjasa de Tkvarcheli se enfrentaron a tiros hasta altas horas de la noche, e intermitentemente los días siguientes. 

### Marcha de nacionalistas georgianos hacia Sujumi
30.000 georgianos de Mingrelia y de la zona predominantemente georgiana de Gali en el sur de Abjasia, iniciaron una marcha en dirección a Sujumi, dirigidos por el destacado disidente soviético y nacionalista radical georgiano Merab Kostava.
Las autoridades informaron que multitudes abjasias atacaron los puestos policiates para apoderarse de las armas, pero las evidencias sugirieron que los funcionarios simpatizantes advirtieron de no ofrecer resistencia a los atacantes. Más aún, el fiscal de Ochamchire ordenó la devolución de las armas de caza abjasias. De esa forma, los grupos armados ajbazos fueron capaces de organizar piquetes y bloquear la marcha georgiana (algunos de los cuales, también iban armados), en un puente a las afueras de la ciudad de población mixta de Ochamchire. Kostava paró la marcha, para evitar un baño de sangre, y fueron llamadas las tropas soviéticas del Ministerio del Interior para restablecer el orden.

## Consecuencias
Los hechos de julio en Abjasia dejaron al menos 18 muertos y 448 heridos, de los que, según recuento oficial, 302 fueron georgianos. La continua presencia de tropas del Ministerio del Interior mantuvo una precaria paz en la zona, aunque estallaron brotes de violencia, el gobierno soviético no hizo ningún progreso para la solución de los problemas interétnicos.
Los georgianos acusaron que el ataque a la universidad fue preparado intencionadamente por los secesionistas abjasios con el objetivo de provocar violencia en gran escala que obligase a Moscú la declaración de la Ley marcial en la región, privando al gobierno de Tiflis del control sobre las estructuras autónomas de Abjasia. 
Al mismo tiempo, acusaron al gobierno soviético de manipular los problemas étnicos para intentar sabotear el irrefrenable movimiento de independencia y unificación centralista de Georgia. Por otra parte, los abjasios denunciarion que la nueva universidad era el primer paso para destruir la autonomía abjasa, y un instrumento en manos de los georgianos para romper la tolerancia cultural en la región, y continuaron con la demanda de investigación de los hechos de julio fuese llevada por Moscú, y la rama de la Universidad Estatal de Tiflis no fuese abierta en Sujumi.
Sin embargo, ninguna de las partes se radicalizó lo suficiente para forzar la solución mililtar en ese momento, y el antagonismo abjasio-georgiano fue relegado hasta las legislativas de julio de 1990, siendo Abjasia el campo de batalla de la "guerra de leyes" hasta que la guerra de Abjasia empezó en agosto de 1992.